# Birinus

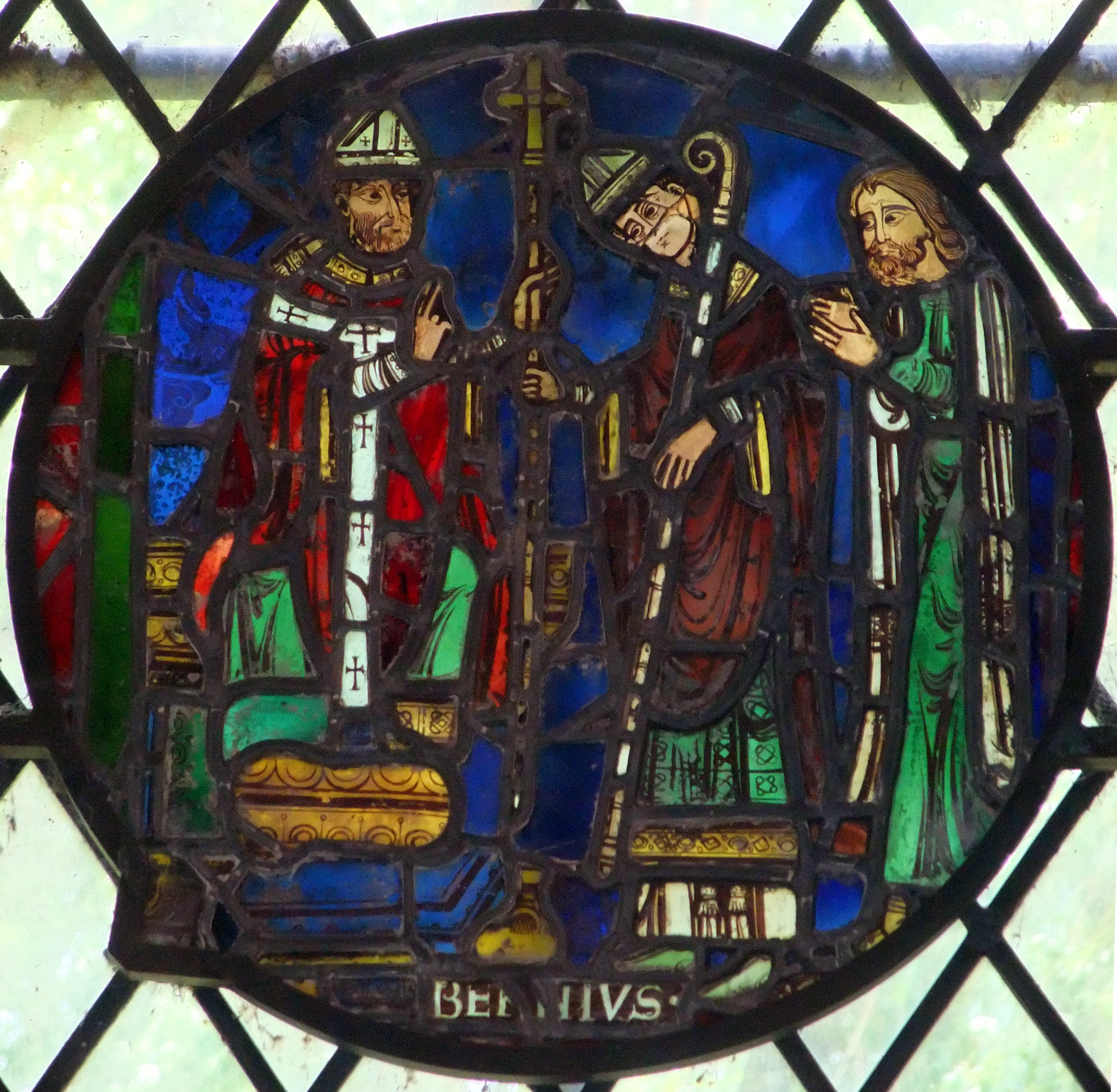
Birinus wordt uitgezonden naar Engeland. Glas-in-roodraam in de kathedraal van Dorchester

Sint Birinus was een uit Italië afkomstige missionaris die rond 635 de kerstening van Wessex begon.
Birinus was uitgezonden naar 'de afgelegen streken van het binnenland van Engeland', waar waarschijnlijk de West Midlands (Mercia) mee bedoeld worden. Bij zijn aankomst landde hij echter in het gebied van de Gewisse (Wessex), en omdat ook deze nog heidens waren, besloot hij niet verder door te reizen.
Birinus bekeerde koning Cynegils, en Cynegils werd gedoopt in bijzijn van de (al christelijke) koning Oswald van Northumbria. Birinus werd tot bisschop benoemd, met zijn bisschopszetel in Dorchester-on-Thames, en ging verder met de bekering van de West-Saksen.